# 鉄道のある風景
『鉄道のある風景』（てつどうのあるふうけい）は、1998年10月からCSチャンネルのJドキュメント750（旧・夢ゆうゆうチャンネル）で放送された鉄道をテーマにした紀行番組である。30分番組。
鉄道ジャーナル社が製作協力を行っていた。その関係から、時々同社が販売しているビデオ作品の映像が放送されたり、同社が放送当時販売していた『旅と鉄道』のCMが放送されたりしていた。
| スタブアイコン | サブスタブ | この項目は、まだ閲覧者の調べものの参照としては役立たない、鉄道に関連した書きかけの項目です。この項目を加筆・訂正などしてくださる協力者を求めています（P:鉄道/PJ:鉄道）。 |

| スタブアイコン | サブスタブ | この項目は、まだ閲覧者の調べものの参照としては役立たない、テレビ番組に関連した書きかけの項目です。この項目を加筆・訂正などしてくださる協力者を求めています（P:テレビ/PJ:放送または配信の番組）。 |